# Judith-Berthe de Hohenstaufen
Pour les articles homonymes, voir Berthe et Berthe de Souabe.
Judith-Berthe de Hohenstaufen (1123 † 1195) était un membre de la famille des Hohenstaufen, duchesse de Lorraine par mariage.

## Biographie
Berthe (parfois également appelée Judith) est la fille de Frédéric II de Souabe et de Judith de Bavière, fille de Henri IX, duc de Bavière. Par son père, Berthe est membre de la puissante dynastie des Hohenstaufen : son oncle paternel était le roi Conrad III de Hohenstaufen et son frère, le futur empereur Frédéric Barberousse. 
Elle épouse vers 1138 Mathieu Ier de Lorraine, duc de Lorraine à partir de 1139. De ce mariage naissent 7 enfants :
- Alix († 1200), épouse de Hugues III, duc de Bourgogne ;
- Simon II (v.1140 † v.1207), duc de Lorraine ;
- Judith (1140 † 1173), épouse en 1170 d'Étienne Ier, comte d'Auxonne ;
- Ferry Ier (v.1143 † v.1206), duc de Lorraine ;
- Mathieu de Lorraine, comte de Toul († 1208) ;
- Thierry IV († 1181), évêque de Metz de 1174 à 1179 ;
- une fille morte en bas âge.

Berthe signe fréquemment des documents avec son mari, utilisant deux sceaux différents, dont un la représentant à cheval, une image extrêmement inhabituelle pour une noble dame du Moyen Âge. Ensemble, ils sont vraisemblablement à l'origine de la venue des chevaliers de l'Ordre de l'Hôpital à Nancy, auxquels ils concèdent des terres proche de l'étang Saint-Jean et du cimetière mérovingien, puis d'autres situées au-dessous des remparts de la ville, avec prés, moulin, four et droit de prélever une part de tous les grains vendus ("umim molendinum et multa prata et plurimas terras et unum hortum quod infra moenia Nanceii habebant, et insuper les punazs").
Après la mort de Mathieu, survenue en 1176, considérant que son fils aîné Simon est « faible et irrésolu », elle s'empare du pouvoir, ce qui révolte la noblesse car Simon est en âge de gouverner. Aidée d'un trouvère, elle monte une machination qui est découverte : elle se retire des affaires et le trouvère est pendu. Excommuniée par l'évêque de Metz, elle doit s'humilier devant lui.
Elle meurt en 1195, elle est inhumée à l'abbaye de Clairlieu auprès de son époux.

## Sources
- Jacqueline Carolus-Curien Pauvres duchesses, l'envers du décor à la cour de Lorraine. Éditions Serpenoise, Metz, 2007  (ISBN 978-2-87692-715-5).